# Plesionika willisi
Plesionika willisi is een garnalensoort uit de familie van de Pandalidae. De wetenschappelijke naam van de soort is voor het eerst geldig gepubliceerd in 1970 door Pequegnat.